# Falconer
Falconer és una població dels Estats Units a l'estat de Nova York. Segons el cens del 2000 tenia 2.540 habitants.

## Demografia
Segons el cens del 2000, Falconer tenia 2.540 habitants, 1.109 habitatges, i 698 famílies. La densitat de població era de 908,1 habitants/km².
Dels 1.109 habitatges en un 29,4% hi vivien nens de menys de 18 anys, en un 46,5% hi vivien parelles casades, en un 11,7% dones solteres, i en un 37% no eren unitats familiars. En el 31,5% dels habitatges hi vivien persones soles el 15,5% de les quals corresponia a persones de 65 anys o més que vivien soles. El nombre mitjà de persones vivint en cada habitatge era de 2,29 i el nombre mitjà de persones que vivien en cada família era de 2,88.
Per edats la població es repartia de la següent manera: un 24% tenia menys de 18 anys, un 7,4% entre 18 i 24, un 27% entre 25 i 44, un 21,6% de 45 a 60 i un 20% 65 anys o més.
L'edat mediana era de 40 anys. Per cada 100 dones de 18 o més anys hi havia 86,1 homes.
La renda mediana per habitatge era de 32.222 $ i la renda mediana per família de 41.711 $. Els homes tenien una renda mediana de 34.961 $ mentre que les dones 21.250 $. La renda per capita de la població era de 15.205 $. Entorn del 6,2% de les famílies i el 10,1% de la població estaven per davall del llindar de pobresa.